# Mijake Josinobu
Mijake Josinobu (三宅 義信 ; Hepburn: Miyake Yoshinobu; 1939. november 24. –) hatszoros világbajnok és kétszeres olimpiai bajnok japán súlyemelő. A Japán Szárazföldi Véderő hadnagyaként szolgált. Testvére, Mijake Josijuki és unokahúga, Mijake Hiromi is olimpiai érmes súlyemelő. 1993-ban bekerült a Nemzetközi Súlyemelő-szövetség hírességek csarnokába.

## Élete és pályafutása
Mijake a Hoszei Egyetemen ismerkedett meg a súlyemeléssel, ahol a japán „békaláb”-emelőtechnikát gyakorolták, melyet aztán Mijakival azonosítottak olimpiai és világbajnoki győzelmeit követően. A technika lényege, hogy a rúd emelése előtt a súlyemelő sarkai közel vannak egymáshoz, a térdei pedig távol, mintha békát imitálna. Mijake csekély katonai fizetéséből még egy filmkamerát is beszerzett, hogy felvegye az emeléseit és visszanézze a hibáit.
Az 1960-as olimpián ő lett az első japán súlyemelő, aki érmet szerzett. Az 1968-as olimpián saját öccsét is legyőzve szerzett aranyat. Pályafutása során 25 rekordot állított fel.

### Olimpiai szereplése
| Versenyszám                      | Nyomás                           | Nyomás                           | Szakítás                         | Szakítás                         | Lökés                            | Lökés                            | Összesen                         | Helyezés                         |                                  |
| Versenyszám                      | Eredmény                         | Helyezés                         | Eredmény                         | Helyezés                         | Eredmény                         | Helyezés                         | Összesen                         | Helyezés                         |                                  |
| 1960. évi nyári olimpiai játékok | 1960. évi nyári olimpiai játékok | 1960. évi nyári olimpiai játékok | 1960. évi nyári olimpiai játékok | 1960. évi nyári olimpiai játékok | 1960. évi nyári olimpiai játékok | 1960. évi nyári olimpiai játékok | 1960. évi nyári olimpiai játékok | 1960. évi nyári olimpiai játékok | 1960. évi nyári olimpiai játékok |
| -------------------------------- | -------------------------------- | -------------------------------- | -------------------------------- | -------------------------------- | -------------------------------- | -------------------------------- | -------------------------------- | -------------------------------- | -------------------------------- |
| 56 kg                            | 97,5                             | 4.                               | 105,0                            | 2.                               | 135,0                            | 1.                               | 337,5                            |                                  |                                  |
| 1964. évi nyári olimpiai játékok |                                  |                                  |                                  |                                  |                                  |                                  |                                  |                                  |                                  |
| 60 kg                            | 122,5                            | 1.                               | 122,5                            | 1.                               | 152,5                            | 1.                               | 397,5                            |                                  |                                  |
| 1968. évi nyári olimpiai játékok |                                  |                                  |                                  |                                  |                                  |                                  |                                  |                                  |                                  |
| 60 kg                            | 122,5                            | 1.                               | 117,5                            | 1.                               | 152,5                            | 1.                               | 392,5                            |                                  |                                  |
| 1972. évi nyári olimpiai játékok |                                  |                                  |                                  |                                  |                                  |                                  |                                  |                                  |                                  |
| 60 kg                            | 120,0                            | 8.                               | 120,0                            | 2.                               | 145,0                            | 3.                               | 385,0                            | 4.                               |                                  |